# Somsois
Somsois is een gemeente in het Franse departement Marne (regio Grand Est) en telt 233 inwoners (1999). De plaats maakt deel uit van het arrondissement Vitry-le-François.

## Geografie
De oppervlakte van Somsois bedraagt 22,1 km², de bevolkingsdichtheid is 10,5 inwoners per km².
De onderstaande kaart toont de ligging van Somsois met de belangrijkste infrastructuur en aangrenzende gemeenten.

## Demografie
Onderstaande figuur toont het verloop van het inwonertal (bron: INSEE-tellingen).